# Prunus brachybotrys
Prunus brachybotrys är en rosväxtart som beskrevs av Joseph Gerhard Zuccarini. Prunus brachybotrys ingår i släktet prunusar, och familjen rosväxter. Inga underarter finns listade i Catalogue of Life.